# Izabela Marcisz
Izabela Marcisz (* 18. Mai 2000 in Krosno) ist eine polnische Skilangläuferin.

## Werdegang
Marcisz, die für den SS Prządki-Ski startet, nahm im Januar 2016 in Štrbské Pleso erstmals am Slavic-Cup teil und belegte dabei den 14. Platz über 5 km klassisch. Im Februar 2017 erreichte sie in Zakopane mit dem dritten Platz über 5 km klassisch ihre erste Podestplatzierung im Slavic-Cup. Bei den Nordischen Junioren-Skiweltmeisterschaften 2018 in Goms kam sie auf den 53. Platz über 5 km klassisch, auf den 31. Rang im Sprint und auf den 12. Platz mit der Staffel. Zu Beginn der Saison 2018/19 absolvierte sie in Davos ihre ersten Weltcuprennen, die sie auf dem 65. Platz im Sprint und auf dem 43. Rang über 10 km Freistil beendete. Im weiteren Saisonverlauf holte sie vier Siege im Slavic-Cup. Zudem errang sie drei zweite Plätze und einen dritten Platz und gewann damit die Gesamtwertung des Slavic-Cups. Bei den Nordischen Junioren-Skiweltmeisterschaften 2019 in Lahti lief sie auf den 24. Platz im Sprint, jeweils auf den fünften Rang im 15-km-Massenstartrennen und mit der Staffel und auf den vierten Platz über 5 km Freistil. Ihre beste Platzierungen beim Saisonhöhepunkt, den Nordischen Skiweltmeisterschaften 2019 in Seefeld in Tirol, waren der 27. Platz im Skiathlon und der 13. Rang mit der Staffel. Im März 2019 wurde sie in Wisła polnische Meisterin über 10 km Freistil. In der Saison 2019/20 wurde sie mit Platz zwei im Sprint und Rang eins über 10 km klassisch in Zakopane, Sechste in der Gesamtwertung des Slavic Cups. Zudem holte sie in der Verfolgung beim Ruka Triple, das sie auf dem 39. Platz beendete, mit dem 29. Rang ihre ersten Weltcuppunkte. Bei den Nordischen Junioren-Skiweltmeisterschaften 2020 in Oberwiesenthal gewann sie Bronzemedaille über 5 km klassisch und jeweils die Silbermedaille im 15-km-Massenstartrennen und im Sprint. Im folgenden Jahr errang sie den 29. Platz bei der Tour de Ski und holte bei den U23-Weltmeisterschaften in Vuokatti die Goldmedaille über 10 km Freistil. Ihre besten Platzierungen bei den Nordischen Skiweltmeisterschaften 2021 in Oberstdorf waren der 40. Platz im Skiathlon und der 12. Rang mit der Staffel.
In der Saison 2021/22 errang Marcisz mit je einen ersten und zweiten Platz bei Rennen beim Slavic-Cup, die zugleich zur polnischen Meisterschaften gehörten, den dritten Platz in der Gesamtwertung. Beim Saisonhöhepunkt, den Olympischen Winterspielen 2022 in Peking, nahm sie an sechs Rennen teil. Ihre besten Ergebnisse dabei waren der 16. Platz im Skiathlon und der neunte Rang zusammen mit Monika Skinder im Teamsprint. Bei den nachfolgenden U23-Weltmeisterschaften in Lygna wurde sie Vierte über 10 km klassisch.

## Teilnahmen an Weltmeisterschaften und Olympischen Winterspielen

### Olympische Spiele
- 2022 Peking: 9. Platz Teamsprint klassisch, 14. Platz Staffel, 16. Platz 15 km Skiathlon, 21. Platz 30 km Freistil Massenstart, 29. Platz 10 km klassisch, 39. Platz Sprint Freistil

### Nordische Skiweltmeisterschaften
- 2019 Seefeld in Tirol: 13. Platz Staffel, 27. Platz 15 km Skiathlon, 35. Platz 10 km klassisch, 56. Platz Sprint Freistil
- 2021 Oberstdorf: 12. Platz Staffel, 15. Platz Teamsprint Freistil, 40. Platz 15 km Skiathlon, 42. Platz Sprint klassisch, 56. Platz 10 km Freistil
- 2023 Planica: 9. Platz Teamsprint Freistil, 29. Platz 10 km Freistil, 30. Platz Sprint klassisch, 33. Platz 30 km klassisch Massenstart
- 2025 Trondheim: 11. Platz Teamsprint klassisch, 39. Platz 10 km klassisch, 42. Platz 20 km Skiathlon, 49. Platz Sprint Freistil

## Siege bei Continental-Cup-Rennen
| Nr. | Datum             | Ort           | Disziplin                  | Serie      |
| --- | ----------------- | ------------- | -------------------------- | ---------- |
| 1.  | 29. Dezember 2018 | Štrbské Pleso | 5 km Freistil              | Slavic Cup |
| 2.  | 3. Februar 2019   | Zakopane      | 10 km Freistil             | Slavic Cup |
| 3.  | 10. März 2019     | Wisła         | 10 km Freistil 1           | Slavic Cup |
| 4.  | 24. März 2019     | Kremnica      | 10 km Freistil Massenstart | Slavic Cup |
| 5.  | 2. Februar 2020   | Zakopane      | 10 km klassisch            | Slavic Cup |
| 6.  | 12. Januar 2022   | Zakopane      | 10 km klassisch            | Slavic Cup |
| 7.  | 18. Januar 2023   | Prince George | Sprint klassisch           | Nor-Am-Cup |
| 8.  | 21. Januar 2023   | Prince George | 10 km Freistil             | Nor-Am-Cup |

## Platzierungen im Weltcup

### Weltcup-Statistik
Die Tabelle zeigt die erreichten Platzierungen im Einzelnen.
- 1.–3. Platz: Anzahl der Podiumsplatzierungen
- Top 10: Anzahl der Platzierungen unter den ersten zehn
- Punkteränge: Anzahl der Platzierungen innerhalb der Punkteränge
- Starts: Anzahl gelaufener Rennen in der jeweiligen Disziplin
- Hinweis: Bei den Distanzrennen erfolgt die Einordnung gemäß FIS.

| Platzierung               | Distanzrennen a | Distanzrennen a | Distanzrennen a | Distanzrennen a | Distanzrennen a | Skiathlon Verfolgung | Sprint | Etappen- rennen b | Gesamt | Team c | Team c  |
| Platzierung               | ≤ 5 km          | ≤ 10 km         | ≤ 15 km         | ≤ 30 km         | > 30 km         | Skiathlon Verfolgung | Sprint | Etappen- rennen b | Gesamt | Sprint | Staffel |
| ------------------------- | --------------- | --------------- | --------------- | --------------- | --------------- | -------------------- | ------ | ----------------- | ------ | ------ | ------- |
| 1. Platz                  |                 |                 |                 |                 |                 |                      |        |                   |        |        |         |
| 2. Platz                  |                 |                 |                 |                 |                 |                      |        |                   |        |        |         |
| 3. Platz                  |                 |                 |                 |                 |                 |                      |        |                   |        |        |         |
| Top 10                    |                 |                 |                 |                 |                 |                      |        |                   |        |        | 1       |
| Punkteränge               |                 | 12              |                 | 3               |                 | 5                    | 7      | 1                 | 28     | 5      | 3       |
| Starts                    |                 | 23              |                 | 4               |                 | 10                   | 19     | 2                 | 58     | 5      | 3       |
| Stand: Saisonende 2024/25 |                 |                 |                 |                 |                 |                      |        |                   |        |        |         |

### Weltcup-Gesamtplatzierungen
| Saison  | Gesamt | Gesamt | Distanz | Distanz | Sprint | Sprint |
| Saison  | Punkte | Platz  | Punkte  | Platz   | Punkte | Platz  |
| ------- | ------ | ------ | ------- | ------- | ------ | ------ |
| 2019/20 | 2      | 118.   | 2       | 84.     | -      | -      |
| 2020/21 | 43     | 60.    | 23      | 51.     | -      | -      |
| 2021/22 | 15     | 88.    | 2       | 87.     | 13     | 58.    |
| 2022/23 | 111    | 82.    | 82      | 63.     | 29     | 82.    |
| 2023/24 | 36     | 115.   | 35      | 80.     | 1      | 129.   |
| 2024/25 | 66     | 109.   | 66      | 74.     | -      | -      |